# Grahamia coahuilensis
Grahamia coahuilensis är en tvåhjärtbladig växtart som först beskrevs av Sereno Watson, och fick sitt nu gällande namn av Gordon Douglas Rowley. Grahamia coahuilensis ingår i släktet Grahamia och familjen Anacampserotaceae. Inga underarter finns listade i Catalogue of Life.